# 青木昌吉
青木 昌吉（あおき しょうきち、明治5年4月5日（1872年5月11日） - 昭和14年（1939年）3月2日）は、日本のドイツ語学者。日本ゲーテ協会初代会長。

## 略歴
東京府南多摩郡鶴川村大蔵（現・東京都町田市）出身。旧姓は中溝。神奈川県議会議長の中溝昌弘（東京都知事の鈴木俊一の曾祖父）の長男にあたる。衆院議員で京浜電鉄社長の青木正太郎の娘婿。
小学校には行かず、寺小屋に学び、医者になるつもりで私塾で独語を一年半学んだのち、第一高等中学校で6年間学ぶ。東京帝国大学文科大学独逸文学科卒業後、大学院に進んだが翌年退学し、熊本の第五高等学校教授となる。当時の校長は中川元、教員仲間に夏目漱石、上田整次、児島献吉郎、小島伊佐美、田丸卓郎らがおり、多大な影響を受けた。生徒には寺田寅彦、木下季吉らがいた。1901年に仙台の第二高等学校教授に転じた。1908年、東京帝大助教授、1923年、教授。文学博士。1933年、定年退官。日本ゲーテ協会会長。

## 栄典
- 1926年（大正15年）4月2日 - 正四位[5]

## 家族
- 実父・中溝昌弘（1841年生） - 上布田宿（現・調布市）出身の幕府の御殿医白鳥昌純の二男で、昌平坂学問所に学び、私塾を開き、1866年に大蔵村の中溝六左衛門の婿養子となった[6][7]。神奈川県の最初の結社「責善会」設立発起人、南多摩郡長、神奈川県議会議長などを務めた。曾孫に鈴木俊一[8]。
- 養父・青木正太郎
- 前妻・ノブ（1876年生） - 青木正太郎の長女[9]
- 後妻・キシ（1894年生） - 土志田清助（神奈川県恩田の地主）の妹[10]
- 子・青木郁太郎（1900年生）、青木欽次（1905年生）、青木三郎（1927年生） - ともにドイツ語学者[11]

## 著書
- 独逸文学と其国民思想 春陽堂1924
- ゲエテとクライスト 大村書店1925

## 編著
- 邦語独逸文典 博文館1901.2 (帝国百科全書)
- 邦語独逸文章論 博文館 1902.4 (帝国百科全書)
- 実用独逸文典 博文館 1907.8
- 独語教材 第1-3巻 南山堂書店1915-1916
- 和文独訳教材 第1,2巻 南山堂書店 1918
- 独逸小文典 南山堂書店 1921
- 獨逸散文選 南山堂書店 1927.3
- 獨語授業第一讀本 南山堂書店 1931.3

## 註解
- ダス・ケチヘン・ホン・ハイルブロン クライスト（注釈）郁文堂書店1926.4 (詳註獨逸文學選)
- フアウスト 第1部 ゲーテ 郁文堂書店 1947

## 参考
- 東京帝国大学学術大鑑 1942
- 日本人名大辞典